# Xã Marion, Quận Jasper, Indiana
Xã Marion (tiếng Anh: Marion Township) là một xã thuộc quận Jasper, tiểu bang Indiana, Hoa Kỳ. Năm 2010, dân số của xã này là 7.571 người.